# Jozafat Bułhak
Jozafat Ignacy Bułhak (ur. 20 kwietnia 1758, zm. 25 lutego 1838) – 
duchowny greckokatolicki, kolejno unicki biskup koadiutor piński (1787-1795), biskup brzeski (1798-1828), biskup litewski (1828-1833) i  arcybiskup połocki (1833-1838), w latach 1817-1838 – zwierzchnik Kościoła greckounickiego w Imperium Rosyjskim z tytułem metropolity kijowskiego.
Często mylony ze swoim kuzynem, unickim biskupem pińskim i turowskim Jerzym Bułhakiem - opatem klasztoru bazylianów w Supraślu. 

## Młodość
Pochodził z rzymskokatolickiej rodziny szlacheckiej herbu Syrokomla osiadłej w powiecie słonimskim.
Nauki pobierał w szkole przy monasterze Zaśnięcia Matki Bożej w Żyrowicach, prowadzonej przez zakon bazyliański, do którego wstąpił w 1774 r. Studia odbywał w latach 1782-1785 w Rzymie w Kolegium Urbanum przy Kongregacji Rozkrzewiania Wiary. Powróciwszy do Polski pełnił posługę nauczyciela w bazyliańskich szkołach średnich w Żyrowicach i Głębokiem Litewskim.

## Posługa biskupia
Szybko awansował. W 1790 został unickim biskupem turowskim - koadiutorem pińskim. Funkcję tę pełnił do 1795 r. W latach 1798–1828 r. pozostawał biskupem rozległej diecezji brzeskiej. Od 1828 r. pełnił funkcję biskupa nowo utworzonej diecezji litewskiej. Decyzją rządu rosyjskiego, dnia 14 kwietnia 1833 r.przeniesiony na rządcę diecezji białoruskiej z siedzibą w Połocku (zachowując godność arcybiskupa połockiego). W 1817 r. powołany na unickiego metropolitę w Rosji. Pełnił funkcję przewodniczącego II departamentu Kolegium Rzymskokatolickiego w Petersburgu, a od 1829 prezesa Kolegium Unickiego - kolegialnego zarządu nad Kościołem unickim w Imperium Rosyjskim. Doceniany przez ministra Aleksandra Golicyna, w 1818 r. powołany na wiceprezydenta Rosyjskiego Towarzystwa Biblijnego, dzięki czemu na ziemiach zabranych popularyzował polski przekład Pisma Świętego. Poprzez swoje milczenie, godził się na wiele kontrowersyjnych zmian wprowadzanych przez ks. Józefa Siemaszkę - autora poufnego planu likwidacji unii brzeskiej, późniejszego biskupa - apostatę. Zmarł dnia 9 marca 1838 - pochowany w Petersburgu w Siergiejewskiej Ławrze.
Metropolita Ignacy Jozafat Bułhak potępił powstanie listopadowe w liście pasterskim z 16 grudnia 1830 r., rozpowszechnionym w nakładzie 2 tys. egzemplarzy.
Kilka miesięcy po śmierci metropolity J. I. Bułhaka zlikwidowano Cerkiew unicką działająca na terenie Imperium Rosyjskiego, a jej wiernych wcielono (często przy pomocy siły oraz nacisków administracji), do Rosyjskiego Kościoła Prawosławnego. Postać Bułhaka zamyka kartę historii unii kościelnej na dawnych Kresach Rzeczypospolitej, wcielonych do Cesarstwa Rosyjskiego (tzw. ziemie zabrane). Pod władzą Rosji pozostali jedynie unici na terenie Królestwa Polskiego.